# Cordéac
Cordéac era una comuna francesa situada en el departamento de Isère, de la región de Auvernia-Ródano-Alpes, que el 1 de enero de 2017 pasó a ser una comuna delegada de la comuna nueva de Châtel-en-Trièves al fusionarse con las comunas de Saint-Sébastien.

## Demografía
| Gráfica de evolución demográfica de Cordéac entre 1901 y 2014 |
|                                                               |

Los datos demográficos contemplados en este gráfico de la comuna de Cordéac se han cogido de 1800 a 1999 de la página francesa EHESS/Cassini, y los demás datos de la página del INSEE.